# Menhir de Port Saint Mary
Le menhir de Port Saint Mary est un mégalithe situé près de Port Saint Mary, dans l'île de Man.

## Situation
Le menhir se dresse au milieu d'un pré situé entre les routes Beach Road, Four Roads et Castletown Road, dans le sud de l'île.

## Description
La pierre mesure environ 3,20 m de hauteur pour 1,20 m de largeur et 40 cm d'épaisseur.